# 內林里
23°36′41.58″N 120°29′37.845″E / 23.6115500°N 120.49384583°E
內林里，北接溝背里，南接三和里，西接義和里，東接三角里，內有掘尾溝流經。土地面積為3.029平方公里，人口數736人，分為十鄰，含聚落內林、下底店仔、溝仔下。人民多務農，以大林圳作為灌溉用水。2016年以79.71分獲義大利國際慢城組織（Cittaslow International）之認證，成為台灣第二個（西部第一个）「慢城」。

## 地理
由內林、下底店仔、溝仔下等聚落組成。大林鎮一帶原本滿布樹林間的樹木雜草等，而被稱為大埔林，為平埔族獵鹿場。而內林因位處大埔林樹林的東北方內部，故而得名。清領時期因後續渡台入內林者的後裔族眾，比鄰近庄頭人口數多，因之而又稱「大庄」。下底店仔得名於追來廟西側的眾商店舖，商店舖已停業。溝仔下則得名於位處內林與溝背交界的水溝附近。交通方面僅有經溝背、內林的嘉義縣公車處大林-梅山線可搭，但每日僅上午三班，公共運輸並不方便。

## 聚落歷史
於康熙年間時開始陸續有移民渡海移墾於內林，其中以來自福建漳州府南靖縣簡姓氏族居多，直至今日內林仍以簡姓為大眾。內林人於雍正元年（1723年）開始籌辦祭祀公業，並於乾隆6年(1741)建立簡姓家廟「追來廟」。之後乾隆九年（1744年），台灣府首次舉辦科舉，其中有內林人的簡氏子弟簡拔中舉，故內林中得「舉人厝」（現在的文魁宮）之地名。

## 教育
該里未設國小、國中，國小學區有三和國小、社團國小兩所，無劃分在國中學區。

## 文化資產與景點

### 玄濟宮
立於1997年，主神為玄天上帝，組織型態為管理委員會制，主任委員選任方式由信徒選任。

### 追來廟
於1741年由簡姓家族建立的家廟，祭祀簡姓家族始祖-東周周大夫簡師甫與來自漳州府的南靖一世祖德潤公之直系歷代高曾祖妣和來台第三世簡拔舉人的神位，於每年農曆正月十九、八月十五日舉辦春秋二祭，內容為行簡氏宗親會祭典。西元1911年冬（明治45年），由於地震而震毀的追來廟由簡姓家族重修完畢，並立「重修追來廟碑」，此碑已列入國家歷史文物古蹟。1974年上元節建立廟碑。

### 文魁宮
原舉人厝，為台灣府所此科舉中舉人，來台第三世的簡拔故居，建於乾隆年間，廳內宮奉玄天上帝，保留了乾隆御賜之《文魁》匾額、碑碣、文魁筆、一對旗竿石座（內林旗竿石）、三百多年前手繪的舉人家庭畫像，與道光年間所贈與的「壽德留芳」匾額。2014年開始定期舉辦文魁崇禮，為面向小學學童的文化活動，有文魁佾舞、文魁觸筆、雲步登科旗等活動。

### 太子宮
位於下底店仔處，奉簡姓家族來台時所迎來的保生大帝與三太子，失火後於2001年重建。

## 特產
內林里仍保留部分清領時期的建築，如：舉人厝，且產農作，如烏殼綠竹筍、鳳梨、柑橘，活動則有採筍體驗，特產為南瓜製成的黃金包。